# Algade (Roskilde)
 For alternative betydninger, se Algade. (Se også artikler, som begynder med Algade)
Algade er en vej og gågade i Roskilde på Østsjælland. Den går fra Røde Port i øst til Stændertorvet i vest. Gaden er omkring 700 m lang, og de 500 m er gågade fra krydset mellem Sortebrødrestræde og Hestetorvet.
Algade har fra middelalderen været byens handelsgade sammen med Skomagergade. Gaden ses i Atlas Danicus der blev tegnet og skrevet af Peder Hansen Resen fra 1677. Algade har også heddet Adelgade. I dag er gågaden stadig en stor del af byens detailhandel.
Blandt bygningerne på gaden er Hotel Prindsen, der blev opført i 1880 i historicistisk stil tegnet af arkitekt Ove Petersen. Bygningen blev fredet i 1988. Derudover findes Bryggergården som har været blandt byens absolut største ejendomme. Den har været brændt ned i både 1731 og i 1904, men dele af kælderen stammer muligvis helt tilbage fra 1400-tallet.
Den 1. oktober 2010 blev en bronzestatue af forfatteren Lise Nørgaard afsløret. Den står ved Sankt Olsgade. Den blev udført af Mette Agerbæk og forestiller Nørgaard, der sidder på en bænk. I 2017 blev den udsat for hærværk, da den blev overhældt med rød maling. Ved Hestetorvet står granitskulpturen Hestebrønden, der blev udstillet i 1945 og udført af Karl Glem.

## Galleri
- Hotel Prindsen i Algade 13
- Bryggergården i Algade 15
- Kreativt hus for børn i Algade 31. Oprindeligt blev den bygget i 1901 som klosterforvalterbolig.
- Dom Apothek i Algade 52
- Skuespiller Ghita Nørby og forfatteren Lise Nørgaard ved afsløringen af statuen af sidstnævnte som står i Algade.